# 独身の貴族
『独身の貴族』（どくしんのきぞく、The Adventure of the Noble Bachelor）は、イギリスの小説家、アーサー・コナン・ドイルによる短編小説。シャーロック・ホームズシリーズの一つで、56ある短編小説のうち10番目に発表された作品である。『ストランド・マガジン』1892年4月号初出。同年発行の短編集『シャーロック・ホームズの冒険』(The Adventures of Sherlock Holmes) に収録された。
本作と同じ短編集『シャーロック・ホームズの冒険』に収録されている『花婿失踪事件』との対比から、『花嫁失踪事件』としている訳本もあり、訳者により『独身貴族』、『誇り高き独身者』の邦題もある。

## あらすじ
1887年（異説有り）10月、セント・サイモン卿とハティ・ドーランとの結婚式のさなか、ハティが姿を消してしまう。サイモン卿から依頼があり、シャーロック・ホームズがこの事件を調査する。
セント・サイモン卿はハティ・ドーラン嬢と婚約し、結婚式を挙げた。その式の間、教会の一番前の席に見知らぬ男が参列していた。式が終わって退場する時、花嫁が花束を落としてしまうが、その見知らぬ男が花束を拾い上げ、花嫁に手渡した。その後の披露宴の席上、花嫁は気分が悪くなったと言って自室に下がったものの、いつまでたっても帰ってこないので、父親が様子を見に行ったところ、花嫁は忽然と姿を消してしまっていた。その後、近くの公園で、花嫁の着ていた衣装が発見された。それに残されていた紙切れには、メモが書かれていた。このメモが犯人を捕らえる手がかりになると、警察では考えたが、ホームズはメモの裏面（ホテルの伝票）に注目した。
ホームズは伝票からそのホテルを探し出し、すぐに事件の真相を解明してしまう。ホームズがワトスンを残して外出している間に、料理屋がホームズの部屋を訪れ、5人分の宴席が用意される。帰宅したホームズは来客があると言い、ほどなくしてセント・サイモン卿が現れる。残りの2人も現れるが、それは失踪した花嫁ハティ・ドーランと、結婚式に参列していた見知らぬ男フランシス・モールトンだった。ホームズに諭されてベイカー街を訪れた2人の口から、事件の真相が語られた。
ドーランは1881年に、アメリカのロッキー山脈の鉱山町でモールトンに出会い、婚約した。彼女の父親は、良い鉱脈を掘り当てて金持ちになった。でもモールトンに割り当てられた場所は、何も出なかった。父親は貧乏なモールトンとの婚約を取り消そうとし、ドーランをサンフランシスコへ連れて行った。諦めきれないモールトンは、彼女を追ってサンフランシスコへ行き、秘密裡に会っていた。モールトンは金持ちになって帰ってくると言い、ドーランとちゃんとした結婚式を挙げてから、モンタナ州へでかけて行った。その後もアリゾナ州やニューメキシコ州を転々としていたが、あるときモールトンのいた鉱山がインディアンの襲撃を受けた。犠牲者の名前が新聞に載り、その中にモールトンの名を見つけたドーラン。それから1年以上も彼からの連絡がなく、本当に死んだと諦めていたところに、セント・サイモン卿がサンフランシスコを訪れ、ロンドンで結婚することになった。だが誰と結婚しても、モールトンのことは忘れないつもりだった。
しかしモールトンは、インディアンの捕虜になって生きていた。1年も過ぎるころ、そこを逃れてサンフランシスコへ戻ったが、すでにドーランがイギリスへ渡ったと聞いて後を追って来た。結婚式のことは新聞で知り、教会でドーランを待っていた。ドーランは一番前の席に座っているモールトンに気づいた。彼が何かを書いていたので、その前を通るときにわざと花束を落とし、拾ってもらったとき一緒にメモを受け取った。それからはメモの指示どおりに行動して、披露宴を抜け出したのである。2人が隠れていた場所は、ホームズが探し出したホテルで聞いた、そこに泊まっていたアメリカ人の郵便転送先だった。ホームズはそこを訪れて、セント・サイモン卿に真実を説明することを説得したのだ。
ホームズは落胆するセント・サイモン卿に、一緒に夕食を食べましょうと誘ったが、卿は丁寧に断って部屋を出て行った。

## 年代について
正典中では3度、年代に関わる記述がある。すなわち、この事件は「4年前のドラマ」であり、「私（ワトスン）が結婚する2〜3週間ほど前」に起こった事件である。また、サイモン卿は1846年生まれで「41歳」としていることから、1887年の事件であると考えられる。
ただしワトスンが結婚したのは1888年と考えられ、「4年前」もこの作品が発表された1892年を基準としているとすれば、1888年の事件である可能性もある。また、1886年説を採るホームズ研究家も存在する。